# Yuusuke
Yuusuke Kuniyoshi (Yusuke ou Yu-suke, Okinawa, 25 de janeiro de 1985) ex-cantor japonês e ex-vocalista da banda High and Mighty Color.
Atualmente é o vocalista da banda Sun of a Starve , fundada em 2012 ,onde nesse mesmo ano lançaram o album intitulado STARVE.